# Притеречное сельское поселение
Прите́речное се́льское поселе́ние — муниципальное образование в Моздокском районе Республики Северная Осетия — Алания Российской Федерации.
Административный центр — посёлок Притеречный.

## География
Муниципальное образование расположено в западной части Моздокского района. В состав сельского поселения входят два населённых пункта. Площадь сельского поселения составляет — 64,99 км2.
Граничит с землями муниципальных образований: Ново-Осетинское сельское поселение на востоке, Сельское поселение Терекское на юге, Сельское поселение станица Екатериноградская на западе и Балтийский сельсовет на севере.
Сельское поселение расположено на Кабардинской равнине в степной зоне республики. Рельеф местности преимущественно равнинный с буграми различных высот, со слабыми колебаниями высот. Средние высоты на территории муниципального образования составляют 170 метров над уровнем моря. Вдоль долины реки Терек тянутся густые приречные леса, затрудняющие подход к реке.
Гидрографическая сеть представлена в основном рекой Терек, которая ограничивает земли сельского поселения на юге и артерией канала «имени Ленина», ограничивающей земли сельского поселения на севере. У юго-западной окраины муниципального образования, река Терек, принимает свой главный левый приток — Малку. Вдоль приречных лесов тянутся запруднённые озёра.
Климат влажный умеренный. Среднегодовая температура воздуха составляет +10,5°С. Температура воздуха в среднем колеблется от +23,3°С в июле, до -2,5°С в январе. Среднегодовое количество осадков составляет около 570 мм. Основное количество осадков выпадает в период с мая по июль. В конце лета часты суховеи, дующие территории Прикаспийской низменности.

## История
Статус и границы сельского поселения установлены Законом Республики Северная Осетия-Алания от 5 марта 2005 года № 16-рз «Об установлении границ муниципального образования Моздокский район, наделении его статусом муниципального района, образовании в его составе муниципальных образований - городского и сельских поселений и установлении их границ»

## Население
| 2002  | 2010  | 2011  | 2012  | 2013  | 2014  | 2015  |
| ----- | ----- | ----- | ----- | ----- | ----- | ----- |
| 2174  | ↘2008 | →2008 | ↘1986 | ↘1972 | ↗1987 | ↗1999 |
| 2016  | 2017  | 2018  | 2019  | 2020  | 2021  | 2023  |
| ↘1996 | ↘1992 | ↘1960 | ↘1917 | ↘1843 | ↘1795 | ↘1735 |
| 2024  | 2025  |       |       |       |       |       |
| ↘1681 | ↘1660 |       |       |       |       |       |

Процент от населения района — 2.04 %
Плотность — 25.54 чел./км2.

### Национальный состав
По данным Всероссийской переписи населения 2010 года:
| Народ    | Численность, чел. | Доля от всего населения, % |
| -------- | ----------------- | -------------------------- |
| русские  | 1 458             | 72,6 %                     |
| осетины  | 250               | 12,5 %                     |
| турки    | 57                | 2,8 %                      |
| немцы    | 50                | 2,5 %                      |
| украинцы | 34                | 1,7 %                      |
| цыгане   | 34                | 1,7 %                      |
| другие   | 125               | 6,2 %                      |
| всего    | 2 008             | 100 %                      |

## Состав поселения
| № | Населённый пункт | Тип населённого пункта          | Население | Доля от населения (%) |
| - | ---------------- | ------------------------------- | --------- | --------------------- |
| 1 | Притеречный      | посёлок, административный центр | ↘1429     | 85,2 %                |
| 2 | Тельмана         | посёлок                         | ↗366      | 14,8 %                |

## Местное самоуправление
Администрация Притеречного сельского поселения — посёлок Притеречный, ул. Кирова, 19.
Структуру органов местного самоуправления сельского поселения составляют:
- Глава сельского поселения — Рыбалко Александр Николаевич.
- Администрация Притеречного сельского поселения — состоит из 6 человек.
- Совет местного самоуправления Притеречного сельского поселения — состоит из 13 депутатов.